# EasyPay
EasyPay — небанківський оператор платіжних та фінансових сервісів в Україні, якому належить інтегрована платіжна мережа. Понад 15 млн українців сплачують понад 3500 послуг в 14 000 платіжних терміналів, через інтернет та у смартфоні.
Компанія розпочала роботу у 2007 році. Засновник та СЕО — Олексій Авраменко, перший інвестор — Володимир Авраменко, власник корпорації АВК.
2009 року власниками компанії було створено та зареєстровано першу в Україні небанківську платіжну систему «Фінансовий Світ». Станом на 2009 рік система працювала у двох напрямках — продаж послуг (продаж і поповнення електронних ваучерів) та приймання платежів, через фінансові компанії «Контрактовий дім» та «Українська платіжна система».
Станом на 2020 рік роботу EasyPay забезпечує група компаній: ТОВ «Ізі Софт», небанківська фінансова установа ТОВ Фінансова компанія «Контрактовий дім», ВПС «Фінансовий світ».
EasyPay зосереджений на інноваціях у мобільних технологіях, які дають змогу створити для користувача унікальний досвід спілкування з інформаційним оточенням.
Сьогодні EasyPay активно розвиває напрямок proximity-marketing в Україні. Так, компанія запустила додаток EasyWallet, у якому за допомогою push-платежів (швидкої оплати через push-повідомлення на екрані смартфона) можна сплачувати будь-яку послугу або товар. Зараз додаток особливо популярний у Львові та Івано-Франківську завдяки унікальному сервісу оплати проїзду у міському транспорті. У додатку розроблено та тестується сервіс оплат послуг ЦНАПів та регіональних сервісів МВС та інших сервісів, які полегшують життя українців.
Ще одним перспективним напрямком розвитку компанії вважають впровадження власної віртуальної картки. Карта випущена спільно з національною платіжною системою «Простір».
Нині EasyPay активно працює над масштабуванням додатка EasyWallet UA на всю Україну, допомагає розвивати проєкт «країна у смартфоні» (EasyPay виступає еквайринговим партнером державної послуги для українських батьків — єМалятко) та активно підтримує найбільшу в Україні організацію з допомоги онкохворим дітям «Таблеточки»
Мережа терміналів EasyPay об'єднує 500 франчайзі. Екосистема EasyPay (термінали, сайт, додатки та сайти-партнери) приймає платежі у готівковій та безготівковій формі для банків, інтернет-магазинів, страхових компаній та інших компаній.